# راي بيكيت
راي بيكيت (بالإنجليزية: Ray Beckett)‏ هو صحفي أسترالي، ولد في 16 أغسطس 1903، وتوفي في 1983.